# Margarita Díaz-Andreu
Margarita Díaz-Andreu García (13 de octubre de 1962) es una arqueóloga e investigadora española. Desde 2012 trabaja ininterrumpidamente como profesora de investigación de ICREA en la Universitat de Barcelona.  Es la directora e investigadora principal del proyecto ArqueólogAs de la Universidad de Barcelona (UB).
El objetivo de ArqueólogAs es «analizar de una manera crítica el papel de la mujer en la Arqueología española, desde la profesionalización de la disciplina en el siglo XIX hasta nuestros días». En 2021, ganó el Premio Nacional de Investigación Ramón Menéndez Pidal en el área de Humanidades. Ha dirigido y dirige tesis doctorales de estudiantes a nivel internacional.

## Trayectoria
Díaz-Andreu se licenció en 1986 por la Universidad Complutense de Madrid (UCM) donde recibió el Premio Extraordinario de Doctorado en 1990. Sus investigaciones y trabajos están muy vinculados con el arte rupestre. Ha ocupado diversos cargos de responsabilidad en el Consejo Superior de Investigaciones Científicas (1993-1994), en la Universidad Complutense de Madrid (1993-1995) y en la Universidad de Durham (1996-2011).
Es pionera en la investigación sobre Patrimonio Arqueológico, investigadora de ICREA y dirige el Grupo de Arqueología Pública y Patrimonio (GAPP). Además, forma parte del Proyecto Arqueología Sin Fronteras.
Como directora del proyecto ArqueólogAs de la Universidad de Barcelona, Díaz-Andreu se encarga de recuperar la memoria de mujeres que han pertenecido a la ciencia y han formado parte de la Historia, aplicándoles la perspectiva de género. Sus investigaciones han trascendido España y ha llegado a Francia e Inglaterra.
Es autora de 16 libros, 9 de ellos editados, algunos publicados en editoriales internacionales de renombre (Oxford University Press, Routledge) y otros en forma de números especiales en revistas internacionales prestigiosas. Ha publicado además más de 70 artículos y casi un centenar de capítulos de libros.
Fue vicepresidenta de la Comisión de Historia de la Arqueología de la Unión Internacional de Ciencias Prehistóricas y Protohistóricas. Así mismo pertenece a la junta editorial de American Anthropologist, Índice Histórico Español y forma parte del consejo consultivo de la revista "Trabajos de Prehistoria". Igualmente, es miembro de la Heritage Values Network (proyecto JPI-JHEP).

## Investigación y docencia
Su interés investigador más reciente se centra en la arqueoacústica, indagando en la relación que existe entre la acústica de un espacio natural y su elección en el pasado para realizar en él pinturas rupestres. Los resultados de su trabajo han despertado el interés tanto a nivel científico, con publicaciones en prestigiosas revistas nacionales e internacionales, como general, participando en programas de radio, entre otros medios de comunicación. Entre los años 2017 y 2018, asumió el Proyecto de la Fundación PALARQ denominado "Paisaje sonoro y Arte Rupestre en el Cañón de Santa Teresa".
Desde septiembre de 2018 y hasta 2023, Díaz-Andreu participa junto con su equipo en el Proyecto Artsoundscapes, un proyecto de la Comisión Europea que garantiza la financiación de todos sus trabajos durante 5 años.
En 2021, ejerce como Profesora de Investigación de ICREA en la Facultad de Geografía e Historia de la Universidad de Barcelona (UB), centrada en el arte rupestre, la arqueoacústica, el género, la historia de la Arqueología y el Patrimonio Arqueológico como líneas prioritarias de estudio.

## Reconocimientos
En 1990, Díaz-Andreu consiguió el premio extraordinario por su doctorado en la Universidad Complutense de Madrid. En 2018, obtuvo una importante subvención del Consejo Europeo de Investigación (ERC) la cual se concede únicamente a investigadores sénior.
En 2021, ganó el Premio Nacional de Investigación Ramón Menéndez Pidal en el área de Humanidades, otorgado por el Ministerio de Ciencia e Innovación “por la calidad, creatividad e impacto internacional de su trayectoria investigadora en el ámbito de la arqueología, destacando sus aportaciones a los estudios de género y trabajos pioneros en el área de arqueoacústica”.

## Obra (selección)
- 2003 – Historia de la Arqueología en España. Ediciones Clásicas. ISBN 978-8478825035.[17]
- 2009 – Diccionario histórico de la arqueología en España: (siglos XV-XX). Con Marcial Pons. Ediciones de Historia. ISBN 978-8496467453.[18][13]
- 2015 – Nationalism and Archaeology in Europe. Con Timothy Champion. Routledge. ISBN 978-1138817562.[19]
- 2017 – Hearing rock art landscapes: a survey of the acoustical perception in the Sierra de San Serván area in Extremadura (Spain). Time and Mind. Con Tommaso Mattioli.[20][1][21]
- 2019 – A history of archaeological tourism : pursuing leisure and knowledge from the eighteenth century to World War II. ISBN 978-3030320751.[22]
- 2020 – Hacia una historia de la interdisciplinariedad en la Arqueología española: introduciendo una nueva perspectiva. Con Laura Coltofean. Veleia.[23]